# Актел (Шебалінський район)
Актел (рос. Актел) — село Шебалінського району, Республіка Алтай Росії. Входить до складу Актельського сільського поселення.
Населення — 332 особи (2015 рік).